# Vitto Brown
Pour les articles homonymes, voir Brown.
Vittorio Joseph Brown, né le 13 juillet 1995 à Ada en Oklahoma aux États-Unis, est un joueur américain de basket-ball évoluant au poste d'ailier fort.

## Biographie
Depuis le début de saison 2020-2021, Brown joue sous les couleurs du club du Mans en Jeep Élite.
Le 27 juin 2024, il signe avec l'AS Monaco pour une durée de deux saisons. Brown ne reste toutefois qu'une saison avant de s'engager pour le Beşiktaş JK, en première division turque.

## Clubs successifs
- 2017-2018 :
  -  Herd du Wisconsin (G League)
  -  Clippers d'Agua Caliente d'Ontario (G League)
  -  Red Claws du Maine (G League)
- 2018-2019 :  Red Claws du Maine (G League)
- 2019-2020 :
  -  AGO Réthymnon (ESAKE)
  -  BayHawks d'Érié (G League)
- 2020-2021 :  Le Mans Sarthe Basket (Jeep Élite)
- 2021-2022 :  Real Betis
- 2022-2024 :  Pınar Karşıyaka
- 2024-2025 :  AS Monaco (Betclic Elite)
- depuis 2025 :  Beşiktaş JK (TBL)